# Brigade al-Farouq
La Brigade al-Farouq (en arabe : كتائب الفاروق), également orthographiée Farooq et Farook, était l'une des unités les plus importantes de l'Armée syrienne libre, impliquée dans la guerre civile syrienne. L'unité intègre en septembre 2012, le front islamique de libération syrien (FLIS) souvent appelé tout simplement, Front de libération syrien (FLS). Elle est un temps l'une des plus importantes brigades rebelles de la guerre civile syrienne, cependant son importance décline fortement en 2013.
La brigade est nommée d'après Farouq Omar ibn al-Khattab, un Sahaba (compagnon) de Mahomet et second calife.

## Histoire

### Bataillon al-Farouq
La Brigade Khalid Ibn Walid est la première unité de combat créée à Homs et à Rastane, opérant face à l'armée syrienne dans le gouvernorat de Homs. En septembre 2011, la brigade participe à la première bataille de Rastane après s'être infiltrée. La bataille se termine par une retraite des rebelles. À partir de mars 2012, la brigade est l'une des plus puissantes de l'ASL puisqu'elle compte plus de 3 000 combattants. Elle comprend plusieurs bataillons dont le bataillon al-Farouq. Ce dernier comprend le tiers de l'effectif de la brigade soit 1 000 combattants.
Le major Abdel Rahman Sheikh Ali est le chef de la brigade Khalid Ibn Walid. Il est tué dans les combats à Homs, précipitant ainsi la dissolution et la dispersion de la brigade. Ainsi alors que la Katiba Omar al-Farouq n'est encore qu'une sous-unité de la brigade Khalid Ibn Walid, au cours de l'année 2012, un grand nombre de combattants et de commandants provenant d'unités de la brigade Khalid Ibn Walid rejoignent les troupes d'al Farouq ou le conseil militaire de Rastane, principalement en raison de la mort du chef principal de la brigade Khalid Ibn Walid. C'est ainsi que la brigade Farouq devient véritablement une brigade et n'est plus considérée comme un bataillon, pendant les violents combats de 2012 à Homs.

### Résistance à Baba Amr
Les brigades Omar al-Farouq sont apparues à Homs à peine quelques mois après le début de l'insurrection syrienne. Au début, elles constituent une sous-unité de la Brigade Khalid bin Walid, un groupe de transfuges de l'armée syrienne qui annonce sa création en juin 2011 et qui est engagé dans des affrontements avec des membres des forces de sécurité syriennes à Homs et Rastane. Durant la seconde moitié de 2011, les brigades Omar al-Farouq sont actives à Homs, particulièrement dans le quartier Baba Amr. Il est alors administré par le lieutenant Abdul Razaq Tlass, qui est un neveu de l'ancien ministre syrien de la Défense Mustafa Tlass.

### Siège de Homs
Le fait que les Brigades al-Farouq contrôlent le quartier de Baba Amr amène le régime syrien à faire usage de la force. Il lance une offensive au début de 2012, causant de lourdes pertes parmi les rebelles et forçant ces derniers à battre en retraite dans la campagne de Homs et dans les villes d'Al-Qusayr et de Rastane.

### Fondation du FLIS
En septembre 2012, un grand nombre de brigades rebelles islamistes, y compris les Brigades al-Farouq et le Suqour al-Cham forment le Front islamique de libération syrien, sous la direction du commandant du Suqour al-Cham, Ahmed Abu Issa. Ce dernier affirme alors que la coalition regroupe plus de 40 000 combattants et vise à établir un État islamique régi par la charia. 
En mai 2013, la BBC estime que la Brigade al-Farouq compte environ 20 000 combattants.

### Déclin
La brigade est expulsée de la province de Raqqa par le Front al-Nosra et Ahrar al-Cham. Elle perd également le contrôle du poste-frontière de Tal Abyad. La brigade se réfugie alors dans le gouvernorat de Homs, où elle s'affaiblit progressivement et finit par éclater en petits groupes, chacun comprenant au plus une centaine de combattants.
En janvier 2014, une partie de la brigade rejoint le Mouvement Hazm.
En janvier 2017, la branche de la brigade basée à Idlib rejoint Ahrar al-Cham,. 
Le 20 mars 2017, la branche de la brigade basée à Hama rejoint Hayat Tahrir al-Cham.

## Idéologie et financement
Jeffrey White, un ancien officier du renseignement militaire américain avec l'Institut de Washington pour la politique au Proche-Orient et Joseph Holliday, un analyste de recherche avec l'Institut pour l'étude de la guerre considèrent la brigade al-Farouq comme « islamiste modérée » - c'est-à-dire ni laïque ni salafiste.
La brigade al-Farouq dispose de sa propre unité qui filme leurs opérations sur le champ de bataille et les télécharge ensuite sur les réseaux sociaux avec leur logo. Ces vidéos permettent de collecter des fonds auprès de donateurs syriens, des pays du Golfe, des pays occidentaux et de groupes islamistes.

## Controverses
En avril 2012, la brigade al-Farouq est accusée d'avoir forcé la population non musulmane vivant dans les zones chrétiennes de la province de Homs à payer des taxes en raison de leur religion. Cependant, le groupe a nié cette accusation et l'Institut pour l'étude de la guerre a déclaré que « l'accusation provient probablement du régime d'Assad ». 
Il y a également des rapports qui accusent le groupe d'avoir expulsé la population chrétienne de la ville de Homs à 90%,. Cependant, les jésuites à Homs contestent la cause de l'exode, et affirment que les chrétiens n'ont pas été spécifiquement ciblés, mais ont fui la ville de leur propre initiative en raison du conflit. 
Selon les entrevues faites par McClatchy Newspapers concernant les réfugiés au Liban, il n'y avait aucun ciblage fait à l'encontre des chrétiens. Au contraire, un certain nombre de chrétiens affiliés au gouvernement ont vu leurs biens être saisis par les brigades al-Farouq, ce qui a conduit certains d'entre eux à fuir la région.
En août 2012, le lieutenant Abdul Razzaq Tlass, l'un des dirigeants de la brigade al-Farouq, est impliqué dans un scandale sexuel, relayé sur le site YouTube, dans lequel il aurait eu du cybersexe avec une femme via la messagerie Skype. Tlass et d'autres rebelles affirment que la vidéo a été réalisée par le régime syrien. Néanmoins, le 6 octobre 2012, Tlass est remplacé par le commandant Abou Sayeh Juneidi.
En septembre 2012, la branche nord de la Brigade al-Farouq est accusée d'avoir enlevé et tué Abou Mohamad al-Absi, un djihadiste syrien qui dirigeait un groupe de combattants étrangers et qui contrôlait un poste frontière de Bab al-Hawa. Il a affirmé qu'al-Absi avait « fait plusieurs erreurs. Il a hissé le drapeau d'Al-Qaïda et Al-Qaïda n'est pas la bienvenue selon nous dans le pays ».
En mai 2013, une vidéo postée sur internet, montre le commandant rebelle Khaled al-Hamad, dit Abou Sakkar, couper les organes d'un soldat syrien mort et mettre le cœur du soldat dans sa bouche comme s'il allait le manger. Il appelle alors les rebelles à suivre son exemple et à « massacrer les alaouites », qui soutiennent majoritairement le régime de Bachar el-Assad,. Human Rights Watch confirme l'authenticité de la vidéo, et déclare que « La mutilation des corps d'ennemis est un crime de guerre. Mais le problème encore plus grave, c'est la descente très rapide dans la rhétorique sectaire et la violence ». Par ailleurs, Human Rights Watch prétend qu'Abou Sakkar pourrait être un commandant de la Brigade Omar al-Farouq. La BBC a estimé qu'il s'agissait d'une émanation ou d'une sous-unité de la Brigade al-Farouq, affirmant que « la brigade al-Farouq semble être en fait un complexe de sous-unités avec un pedigree embrouillé ». Human Rights Watch a déclaré : « il n'est pas certain que la Brigade Omar al-Farouq opère au sein du commandement de la structure de l'Armée syrienne libre ». L'incident a été condamné par le chef d'état-major de l'armée syrienne libre et la Coalition nationale syrienne qui a déclaré que le commandant serait mis à l'essai. Le Conseil rebelle suprême des forces armées a appelé à l'arrestation d'Abou Sakkar, en le voulant « mort ou vif ». Abou Sakkar a déclaré que la mutilation constituait un moyen pour se venger. Il a affirmé qu'il a trouvé une vidéo sur le téléphone portable du soldat dans laquelle ce dernier abuse sexuellement d'une femme et de ses deux filles, ainsi que d'autres vidéos montrant le loyaliste violer, torturer, démembrer et tuer des personnes, y compris des enfants. 
Abou Sakkar rejoint le Front al-Nosra en 2015, il est tué dans le gouvernorat d'Idleb par des rebelles de la 13e division le 7 avril 2016,.